# آرابل سیکاردی
آرابل سیکاردی (به انگلیسی: Arabelle Sicardi؛ زادهٔ ۱۹۹۳) نویسنده فمینیست آمریکایی در حوزه مد و زیبایی است.

## زندگی و حرفه
سیکاردی در دوران نوجوانی وبلاگی به نام «دزدان دریایی مد» راه‌اندازی کرد و به‌عنوان «فیلسوف مد و پیشگوی زیبایی مورد توجه کاربران تامبلر» شناخته شد. سیکاردی همچنین به‌عنوان نویسنده رسمی در نشریه روکی، ویراستار بخش زیبایی در بازفید و نویسنده آزاد برای نشریات ریفاینری۲۹، دیلی بیست و جزبل فعالیت کرده است. او در دانشگاه راتگرز تحصیل کرده است.
نشریه جزبل سیکاردی را «فمینیست جوان کوئیر با نگاهی رو به آینده» توصیف کرده است. نشریه بوستل از سیکاردی به‌عنوان «نماد زیبایی کوئیر» یاد کرده است. هافینگتون پست مقاله سیکاردی با عنوان «زیبایی شکسته است» را در فهرست «مهم‌ترین نوشته‌های افراد رنگین‌پوست در سال ۲۰۱۵» قرار داد. نشریه باست اظهار داشته که سیکاردی «زیبایی‌شناسی منحصربه‌فرد و برجسته‌ای در انتخاب لباس‌هایش دارد» و «در ترکیب و هماهنگی قطعات مختلف، که به‌گونه‌ای تعادل کاملی بین غیرمتعارف بودن و شیک بودن ایجاد می‌کنند، مهارت دارد.»
سیکاردی به ویژه به خاطر نگاه انتقادی‌اش به زیبایی شناخته می‌شود.
در سال ۲۰۱۴، سیکاردی به همراه همکارش تایلر اسمیت نمایشی به نام «مهم‌ترین زشت» در گالری امریکن تو شات برگزار کردند. نشریه باست اظهار داشت که این دو «آثاری هنری خلق می‌کنند که از اهمیت برخوردار است.» یکی از عکس‌های این نمایشگاه توسط زک آرکتاندر «نمونه‌برداری» شد و در مقاله‌ای در نشریه نیویورکر منتشر گردید. سیکاردی و اسمیت بعداً ادعا کردند که این اقدام نوعی سرقت خلاقانه بوده و بحث‌هایی درباره قانونی بودن اقدامات آرکتاندر در برابر پیامدهای اخلاقی آن به‌وجود آمد.
سیکاردی غیرباینری است و از ضمایر they/them استفاده می‌کند.